# حسن فرحان
حسن فرحان (عربی: حسن فرحان حسون؛ زادهٔ ۲۹ ژوئن ۱۹۵۳) بازیکن فوتبال اهل عراق بود.
از باشگاه‌هایی که در آن بازی کرده‌است می‌توان به باشگاه فوتبال الجیش عراق اشاره کرد.
وی به‌همراه تیم ملی فوتبال عراق در بازی‌های المپیک تابستانی ۱۹۷۴ و بازی‌های المپیک تابستانی ۱۹۸۰ شرکت کرده‌است.